# Usia inornata
Usia inornata is een vliegensoort uit de familie van de wolzwevers (Bombyliidae). De wetenschappelijke naam van de soort is voor het eerst geldig gepubliceerd in 1932 door Engel.

## Voorkomen
De soort komt voor in Egypte en Soedan.